# جوان ويتني كرامر
جوان ويتني كرامر (بالإنجليزية: Joan Whitney Kramer)‏ هي ملحنة ومغنية مؤلفة وممثلة أمريكية، ولدت في 26 يونيو 1914 في بيتسبرغ في الولايات المتحدة، وتوفيت في 12 يوليو 1990 بسبب مرض آلزهايمر.

## وصلات خارجية
- جوان ويتني كرامر على موقع IMDb (الإنجليزية)
- جوان ويتني كرامر على موقع ميوزك برينز (الإنجليزية)